# Obernberger Straße
Die Obernberger Straße (B 142) war eine Bundesstraße in Österreich, die am Ufer des Inn entlang durch das Innviertel führte und somit eine Verbindung zwischen den wichtigen internationalen Durchgangsstraßen, die durch Braunau und Schärding führten, ermöglichte. Der Markt Obernberg am Inn, nach dem diese Straße benannt ist, besaß im 19. Jahrhundert eine große wirtschaftliche Bedeutung, bevor sie durch den Eisenbahnbau von den Verkehrsströmen abgeschnitten wurde.

## Geschichte
Die Obernberger Reichsstraße zwischen Altheim und Schärding gehörte bereits im 19. Jahrhundert zu den Reichsstraßen, die auf Kosten des Staates erbaut und instand gehalten wurden. Sie führte auf einer Länge von 27,7 km entlang des Inn durch das Innviertel. Am 1. Mai 1911 fuhr zwischen Altheim und Antiesenhofen die drittälteste Autobuslinie Oberösterreichs, denn Pläne zum Eisenbahnbau waren in den vorangehenden Jahrzehnten immer wieder gescheitert. Während des Ersten Weltkrieges wurde diese Autobuslinie eingestellt und erst am 22. Juli 1925 wieder eröffnet.
Die Obernberger Straße wurde durch das Bundesgesetz vom 8. Juli 1921 zur Bundesstraße erklärt. Bis 1938 wurde die Obernberger Straße als B 49 bezeichnet, nach dem Anschluss Österreichs wurde sie nicht mehr als Reichsstraße geführt. Seit dem 1. April 1948 gehört die Obernberger Straße wieder zum Netz der Bundesstraßen in Österreich. Ihre Gesamtlänge betrug mittlerweile 40 km, nachdem sie über Mauerkirchen bis Uttendorf verlängert wurde.
Am 1. März 1992 wurde die mittlerweile als B 142 geführte Obernberger Straße  durch die neue B 148 zwischen Altheim und der Innkreis Autobahn (A 8), die als Altheimer Straße bezeichnet wird, ersetzt. Ihr nördlicher Streckenabschnitt zwischen Schärding und der Innkreis Autobahn wird seit dem 1. Jänner 1994 als Subener Straße (B 149) bezeichnet, das zwischen Reichersberg und Anschlussstelle Suben liegende Stück der ehemaligen B 142 parallel zur A 8 ist heute die Reichersberger Straße L 512.